# Велішоара (Муреш)
Велішоара (рум. Vălișoara) — село у повіті Муреш в Румунії. Входить до складу комуни Синджер.
Село розташоване на відстані 275 км на північний захід від Бухареста, 27 км на захід від Тиргу-Муреша, 53 км на південний схід від Клуж-Напоки, 146 км на північний захід від Брашова.

## Населення
За даними перепису населення 2002 року у селі проживали 2 особи.